# Naomi (Pensilvania)
Naomi es un lugar designado por el censo ubicado en el condado de Fayette en el estado estadounidense de Pensilvania. En el Censo de 2010 tenía una población de 69 habitantes y una densidad poblacional de 153,12 personas por km².

## Geografía
Naomi se encuentra ubicado en las coordenadas 40°6′40″N 79°50′50″O / 40.11111, -79.84722. Según la Oficina del Censo de los Estados Unidos, Naomi tiene una superficie total de 0.73 km², de la cual 0.57 km² corresponden a tierra firme y (21.43%) 0.16 km² es agua.

## Demografía
Según el censo de 2010, había 69 personas residiendo en Naomi. La densidad de población era de 153,12 hab./km². De los 69 habitantes, Naomi estaba compuesto por el 92.75% blancos, el 0% eran afroamericanos, el 0% eran amerindios, el 0% eran asiáticos, el 7.25% eran isleños del Pacífico, el 0% eran de otras razas y el 0% pertenecían a dos o más razas. Del total de la población el 0% eran hispanos o latinos de cualquier raza.